# Die fidelen Detektive
Die fidelen Detektive ist ein deutscher Spielfilm in Schwarzweiß aus dem Jahr 1957 von Hermann Kugelstadt. Das Drehbuch verfasste L. A. C. Müller. Es beruht auf einer Idee von Hans H. König. Die Hauptrollen sind mit Joe Stöckel, Beppo Brem und Ernst Waldow besetzt. Uraufgeführt wurde der Film am 18. Oktober 1957 in der Bundesrepublik Deutschland. Er wurde später auchbunter dem Titel Zwischen München und St. Pauli gezeigt.

## Handlung
Kaum haben die beiden Münchner Verkehrspolizisten Alois Gallenmüller und Toni Wimser ein paar Wochen ihren wohlverdienten Ruhestand genossen, denken sie auch schon wieder wehmütig an ihren früheren Dienst auf dem verkehrsreichen Stachus zurück. Selbst die regelmäßigen Einkäufe auf dem Viktualienmarkt verleiten die beiden nur dazu, ihre Nachfolger kritisch unter die Lupe zu nehmen. Da entdecken sie eines Tages ein Plakat, auf dem von einem Diebstahl und einer Belohnung von 10.000 DM die Rede ist. Sofort machen sie sich an die Arbeit, den Fall aufzuklären. Aber noch jemand ist an dessen Lösung interessiert: der Berliner Privatdetektiv Willibald Knaake, dessen Sohn Kurt ein Auge auf Alois‘ Töchterlein Christel geworfen hat, was Alois jedoch überhaupt nicht gefällt.
Zuerst aber gilt es, den Tatort in Augenschein zu nehmen. Der befindet sich auf Burg Hohenstein, wo das Schwert Rudolfs des Kühnen und sonst noch einige wertvolle Antiquitäten verschwunden sind. Dort fällt ihnen die elegante Dame Lilo Weißmantel auf, die sie gleich als Komplizin des Täters vermuten. Bald findet sich am Tatort auch der Berliner Detektiv ein. Nach einem hitzigen Wortgefecht zwischen den drei Ermittlern beschließen sie, von nun an gemeinsame Sache zu machen. Die von der Weißmantel hinterlassene Spur führt nach Hamburg.
Als Seeleute verkleidet, beobachten die Detektive in einer Hafenbar, wie sich das Ehepaar Weißmantel mit dem suspekten Mister Palmer unterhält. Durch einen Trick bekommen sie auch gleich dessen Adresse heraus: Pension Hanselmann. Knaake gelingt es, mit seinem Berliner Großmaul die Pensionswirtin in ein langes Gespräch zu verwickeln. Unterdessen durchsuchen die anderen Palmers Zimmer. Es dauert auch nicht lange, bis sie das vermisste Schwert gefunden haben. Plötzlich aber steht Palmer in der Tür, begleitet von zwei schweren Jungs. Nur wenige Minuten später sind die beiden Eindringlinge zu hilflosen Paketen verschnürt worden. Als schließlich Knaake ins Zimmer kommt und seine Mitstreiter befreit, haben die Ganoven längst das Weite gesucht. Das Detektivtrio vermutet die Diebe auf dem Weg zum Hafen. Daher heißt es: schnell hinterher! Aber mit dem soeben abfahrenden Schiff schwindet auch gleich ihre Hoffnung.
Letztendlich ist den Detektiven das Glück doch noch hold. Der junge Knaake ist ihnen nämlich gefolgt, und er hat es geschafft, die Verbrecher in eine Falle zu locken. Gerührt über diese Tat gibt Alois dem jungen Mann seinen Segen zu der Heirat mit seiner Tochter Christel.

## Produktionsnotizen
Die Außenaufnahmen fanden in München, Hamburg und im oberbayerischen Neubeuern statt. Die Bauten wurden von den Filmarchitekten Hans Sohnle und Friedrich Thaler entworfen. Felicitas Brunner steuerte die Kostüme bei.

## Kritik
Das Lexikon des internationalen Films bemerkt lapidar, der Film sei ein harm- und anspruchsloses Lachstückchen.

## Quelle
- Programm zum Film: Das Neue Film-Programm, Mannheim, ohne Nummernangabe